# EM Normandie Business School
Pour les articles homonymes, voir EMN.
L'EM Normandie Business School, de son ancien nom complet École de Management de Normandie ou EM Normandie, est une école de commerce française.
Elle dispose de campus dans six villes, en France à Caen, Le Havre et Paris, et à l'étranger à Dubaï, Dublin et Oxford.

## Histoire

### Création et débuts (1871 - 1947)
L'École de management de Normandie est créée en 1871 par les frères Jules et Jacques Siegfried sous le nom d’École supérieure de commerce du Havre. Les deux frères sont spécialisés dans le commerce de coton en provenance d’Inde et font fortune en approvisionnant l’Europe lors de la guerre de Sécession en remplacement du coton américain.
L’ESC Le Havre est reconnue par le ministère de l'Éducation nationale, par décret du 31 mai 1890. Ce décret encadre pour la première fois les écoles de commerce dans leur fonctionnement, en fixant un cadre pour le recrutement (instauration d’un concours) et la formation (uniformisation des programmes).
La formation de l’école est visée par le ministère de l'Éducation nationale pour la première fois en 1947 dans le cadre de son programme ESC Le Havre.

### Développement (1977 - 1997)
En 1977, la Chambre de commerce et d'industrie (CCI) du Havre, le Grand port maritime du Havre et l'École nationale des ponts et chaussées inaugurent l'Institut portuaire d'enseignement et de recherche (IPER), qui a pour but de créer de la connaissance et de former des professionnels sur la thématique portuaire[réf. nécessaire]. L'école avance que 9000 personnes de 150 pays différents pays ont bénéficié du programme de l'IPER[réf. à confirmer].
En 1982, les CCI du Havre et de Caen rassemblent l'ESC Le Havre et l'IPER en créant le groupe ESC Normandie. Cette action conjointe amènera vingt ans plus tard à la création de l’EM Normandie.
En 1987, le campus de Caen est inauguré.[réf. souhaitée]
En 1988, l’EM Normandie entre[réf. souhaitée] au chapitre des Écoles de management de la CGE, qui regroupe 227 écoles en 2020.

### L'émergence d’un nouveau modèle (depuis 2004)
En 2004, le groupe ESC Normandie devient officiellement l'École de management de Normandie avec une structure juridique propre et se voit attribuer le grade de master au « programme grande école » par le ministère de l'Éducation nationale[réf. nécessaire].
Le groupe inaugure un campus à Deauville en 2005, qui fermera ses portes onze ans plus tard.
Le 10 mars 2007, l’EM Normandie change officiellement de statut pour devenir une association loi de 1901 ; de ce fait, elle se voit dotée d'une gouvernance autonome avec un conseil d'administration et un conseil d'orientation stratégique.[réf. nécessaire]
En 2011, l’EM Normandie participe aux Cordées de l'entrepreneuriat, un nouveau dispositif d'ouverture sociale en faveur de la création d'entreprise dans les zones urbaines sensibles lancé à l'échelle nationale par le Commissaire à la Diversité et à l'Égalité des chances.[réf. nécessaire] L’école obtient l'accréditation EPAS pour le programme en formation initiale pour trois ans à partir du 15 septembre 2011, qui sera ensuite renouvelé en 2014[réf. souhaitée].
En 2012, l’incubateur étudiant EM Normandie à Caen est créé en partenariat avec Synergia (agence de développement économique de Caen La Mer). L'EM Normandie, l'ENSICAEN et l'université de Caen-Normandie créent le Campus de l'intelligence Économique de Basse-Normandie. Le Bachelor en Management International tel qu’il est encore dispensé aujourd’hui voit le jour en septembre 2012[réf. à confirmer].
En 2013, l’école s’associe avec Grenoble École de management pour ouvrir un campus partagé à Paris, qui accueille ses premiers étudiants en septembre 2016[réf. nécessaire].
En 2014, l’école crée l'Institut de l'innovation et du développement de l'entrepreneuriat (InsIDE).[réf. nécessaire] La même année, l'école inaugure ses premiers locaux hors de France dans la ville d'Oxford, au Royaume-Uni[réf. à confirmer].
En 2015, l’EM Normandie cofonde, avec la CODAH, la CCI du Havre, le Club TIC Normandie et l’association LHackadémie, le Container, la cantine numérique du Havre. L’école fait son entrée dans le classement 2015 du Financial Times des 80 meilleurs « Master in Management » mondiaux (69e) avec le Programme Grande École.
La même année, la région Normandie, la CODAH, la CCI Seine Estuaire et l’EM Normandie actent la nouvelle implantation du futur campus du Havre quai Frissard.
L’école inaugure l'extension du campus de Caen avec la CCI Caen Normandie, la région Normandie, le conseil départemental du Calvados et la communauté d'agglomération Caen la Mer.
L'EM Normandie ouvre un nouveau campus à Dublin en 2017[réf. à confirmer],[réf. à confirmer].
En septembre 2020, l'EM Normandie emménage dans le nouveau campus du Havre, qui accueille aussi la Cité du numérique, un accélérateur de start-up.
À la rentrée 2021, l'EM Normandie a augmenté de 50 % son nombre d'élèves en alternance. Durant les 18 derniers mois, l'école a annoncé avoir recruté 32 enseignants-chercheurs.
En 2022 l'EM Normandie ouvre un nouveau campus à Dubaï. Campus qui bénéficie d'un environnement privilégié dans le Dubai Knowledge Park à proximité de l'île de Palm Jumeirah et de nombreuses universités internationales de renom.
En 2024, l'école compte 6600 étudiants, 2400 alternants et 28 000 membres de l'association Alumni EM Normandie.

## Organisation

### Gouvernance
L’EM Normandie est une association loi de 1901.
La gouvernance a été assurée par Elian Pilvin, directeur général, entre 2020 et 2024.[réf. à confirmer].

### Accréditations
L’EM Normandie est accréditée EQUIS, AACSB et AMBA [réf. à confirmer].
- 2016 puis 2019 : EQUIS pour 3 ans par l’EFMD (European Quality Improvement System)[23].

- 2014 puis 2019 : AACSB (Association to Advance Collegiate Schools of Business)[24].
- 2022 : accréditation internationale AMBA (Association of MBA’s) pour le Programme Grande École (MBM). L’EM Normandie devient la 26e Grande École de commerce détentrice de cette distinction en France.

### Campus
En France, l'EM Normandie dispose de campus au Havre, Paris et Caen. La ville du Havre abrite le campus historique de l’école, qui a été créé en 1871[réf. souhaitée]. En 2020, de nouveaux locaux, partagés avec la Cité numérique, sont inaugurés.
Le campus de Caen ouvre ses portes en 1987 pour accueillir le programme SUP EUROPE CESEC.[réf. nécessaire]
Les premiers étudiants du campus parisien sont accueillis en 2016.[réf. nécessaire].
En 2014, l'EM Normandie inaugure ses premiers locaux hors de France à Oxford et en 2017, l’école inaugure un deuxième campus anglo-saxon à Dublin[réf. à confirmer].
En 2022, l'EM Normandie a inauguré un nouveau campus à Dubaï. 